# Basommatophora
De Basommatophora was een onderorde van de orde der Pulmonata die tot de klasse slakken (Gastropoda) behoren.

## Indeling
- Familie Acroloxidae
- Familie Amphibolidae
- Familie Ancylidae
- Familie Chilinidae
- Familie Lancidae
- Familie Latiidae
- Familie Lymnaeidae (poelslakken)
- Familie Otinidae
- Familie Physidae
- Familie Planorbidae
- Familie Siphonariidae
- Familie Trimusculidae